# Мауро Болонини
Мауро Болонини (на италиански: Mauro Bolognini) е италиански филмов режисьор.

## Биография
Болонини е роден в Пистоя, регион Тоскана на Италия. След като получава магистърска степен по архитектура в университета във Флоренция, се записва в „Centro Sperimentale di Cinematografia“ (Италианска национална филмова академия) в Рим, където учи сценография. След дипломирането си той се интересува от филмовата режисура и започва да работи като асистент на режисьорите Луиджи Дзампа в Италия, Ив Алегре и Жан Деланой във Франция.

## Избрана филмография

### Режисьор
| година | филм                      | оригинално заглавие                           | бележки                        |
| ------ | ------------------------- | --------------------------------------------- | ------------------------------ |
| 1959   | Такива, каквито сме       | Arrangiatevi!                                 |                                |
| 1959   | Бурна нощ                 | La notte brava                                |                                |
| 1967   | Вещиците                  | Le streghe (Senso civico)                     | сегмент: (Гражданско съзнание) |
| 1968   | Каприз по италиански      | Capriccio all'italiana (Perché?), (La gelosa) | сегменти: (Защо?) и (Ревност)  |
| 1976   | Наследството на Ферамонти | L'eredità Ferramonti                          |                                |